# Jim Chicoyne
Jim Chicoyne (Winnipeg, Manitoba, 1954. szeptember 18. –) kanadai profi jégkorongozó.

## Pályafutása
Komolyabb junior karrierjét a WCHL-es Winnipeg Jetsben 1970-ben. Ebben a csapatban egészen 1974-ig játszott. A csapatot 1973-ban átnevezték Winnipeg Clubsra. Legjobb idényében 25 pontot szerzett 55 mérkőzésen. Az 1973–1974-es szezonban elcserélték a szintén WCHL-es Brandon Wheat Kingsbe. Junior pályafutása közben az 1974-es NHL-amatőr drafton a Pittsburgh Penguins kiválasztotta a 9. kör 150. helyén. Szintén draftolta őt az 1974-es WHA-amatőr drafton az Indianapolis Racers a 15. kör 223. helyén. Egyik ligában sem játszott pályafutása során. A WCHL után az MJHL játszott az 1974–1975-ös szezonban a St. Boniface Saintsben. Egy év szünet után a felnőttek között is bemutatkozott: a CHL-es Oklahoma City Blazersben kapott játék lehetőséget 14 mérkőzésen. Utoljára 1977–1978-ban játszott az AHL-es Binghamton Dustersben 4 mérkőzésen.